# Amt Remlingen
Das Amt Remlingen war ursprünglich ein Amt der Grafen von Wertheim, später der Grafschaft Castell und des Hochstifts Würzburg.

## Wertheimer Amt
Von 1409 ist urkundlich überliefert, dass der Amtmann aus Wertheim in Remlingen Gericht hielt. 1424 wurde erstmals ein eigener Amtmann in Remlingen genannt. Zwischen diesen beiden Jahren muss daher das Amt Remlingen eingerichtet worden sein. Mit Graf Michael III. starben die Grafen von Wertheim 1556 im Mannesstamm aus. Uettingen fiel als Erbe an die Landschad von Steinach und schied damit aus dem Amt aus. Der Rest des Amtes wurde geteilt. Das Castellische Amt bestand nun aus der Hälfte von Remlingen, Billingshausen, Oberaltertheim und Unteraltertheim. Der Rest kam als Amt Remlingen zu Löwenstein-Wertheim.
Dies umfasste 1594 ein Viertel von Remlingen, Erlenbach, Helmstadt, Holzkirchen, Holzkirchhausen, Kembach, Lengfurt, Marktheidenfeld, Tiefenthal, Waldbüttelbrunn und Wüstenzell.
Nach 1612 bestand das Amt nur noch aus der Hälfte von Remlingen und Kembach.

## Würzburger Amt
1612 fiel das Löwenstein-Wertheimer Amt mit Ausnahme von Remlingen und Kembach. Es wurde dennoch als Amt Remlingen bezeichnet. 1614 gab Würzburg Helmstadt an Haller von Hallerstein zu Lehen. 1686 erschien Waldbüttelbrunn letztmals in den Rechnungen des Amtes Remlingen und muss danach aus dem Amt ausgeschieden sein.
1686/87 wurde im Rahmen einer Verwaltungsvereinfachung die Verwaltung des Amtes Remlingen dem Amtmann des Amtes Homburg am Main übertragen. Das Erbhuldigungsbuch von 1748 führt das Amt Remlingen noch auf, danach wurde es in den Statistiken nicht mehr gesondert erwähnt.

## Castellisches Amt
Das Castellische Amt wurde um das Amt Steinbach bei Würzburg (1589 hatte Graf Heinrich IV. zu Castell das Dorf erworben) sowie den Castellschen Besitz in Duttenbrunn erweitert und bestand in dieser Form bis zum Ende des HRR.

## Cent Remlingen
Die würzburgische Cent Remlingen umfasste folgende Orte: Billinghausen, Birkenfeld (Einfangrecht bei der Cent Rothenfels), Eisingen, Erlenbach, Greußenheim (Einfangrecht bei der Cent Rothenfels), Hettstadt, Helmstadt, Holzkirchen, Holzkirchhausen, Kembach, Lengfurt, Mädelhofen, Margetshöchheim, Marktheidenfeld, Neubrunn, Remlingen, Roßbrunn, Tiefenthal, Üttingen, Unteralterheim, Waldbrunn, Wenkheim und Wüstenzell.
In Billinghausen, Remlingen und Unteralterheim teilten sich Castell und Würzburg die Centrechte.
Das Zentgericht wurde dreimal im Jahr im Rathaus von Remlingen gehalten. Auf die Hinrichtungsstätte weisen die Flurnamen Am Galgenberg und Unterm Galgenberg, beide etwa 1000 Meter ostnordöstlich des Marktplatzes, hin.

## Gebäude

### Würzburgisches Amtsschloss
Das würzburgische Amtsschloss (heutige Adresse: Altes Schloß 6) war bis zur Verlagerung nach Homburg der würzburgische Amtssitz. Es handelte sich um eine ursprünglich spätmittelalterliche, regelmäßige Vierflügelanlage aus der Zeit um 1400. Nach 1408 wurde das Anwesen erweitert, in Bauernanwesen aufgeteilt und gänzlich umgestaltet. Erhalten sind verbaute Reste des Schlosses, drei runde Ecktürme und Teile der Befestigungsanlagen. Sie stehen als Baudenkmal unter Denkmalschutz.

### Castell’sches Amtshaus

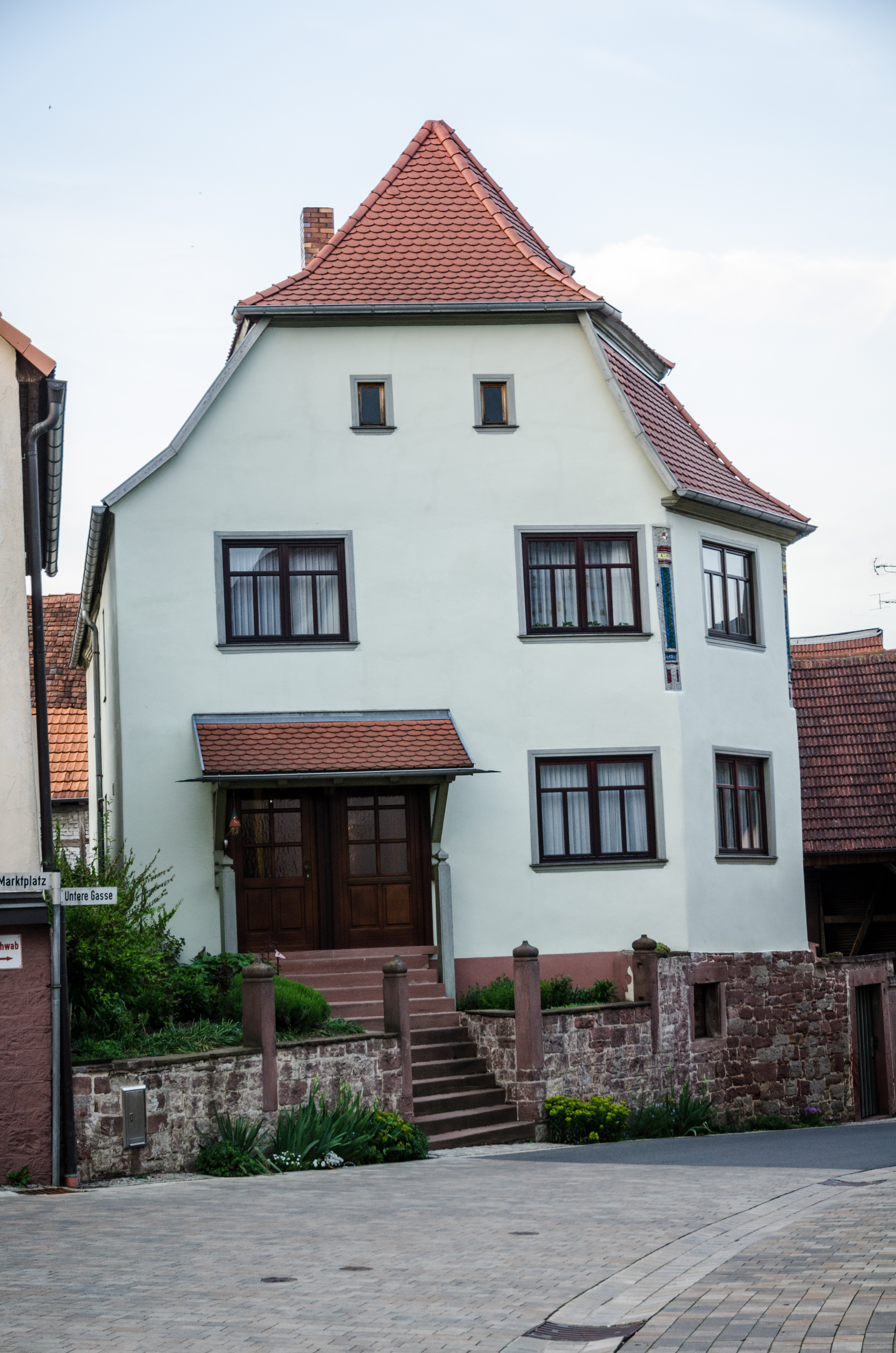
Castell’sches Amtshaus

Das ehemalige castell'sches Amtshaus (heutige Adresse: Untere Gasse 1) ist ein zweigeschossiger, verputzter Mansardhalbwalmdachbau aus dem 18. Jahrhundert. Er wird heute als Wohnhaus genutzt und steht als Baudenkmal unter Denkmalschutz.

### Castellsches Schloss

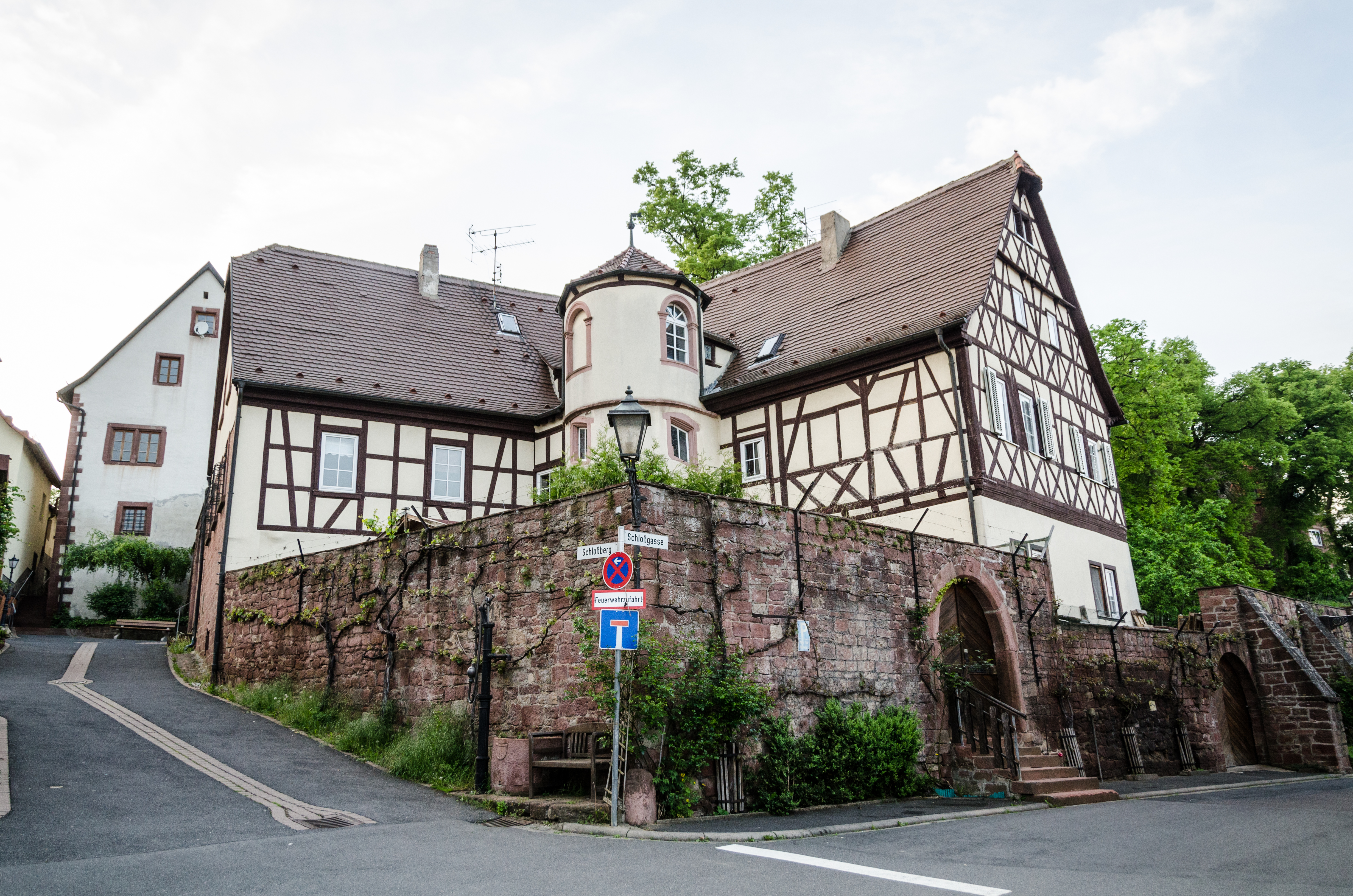
Castellsches Schloss, Schlossberg 2

Das ehemalige castellsche Schloss ist eine Gruppe von Bauten auf terrassiertem Gelände über hoher Stützmauer. Das Gebäude Schlossberg 2 war das ehemalige Amtshaus. Es ist ein zweigeschossiger Fachwerkbau über Hakengrundriss mit rundem Treppenturm und Krüppelwalmdach, bezeichnet „1536“. Es steht als Baudenkmal unter Denkmalschutz.